# Боканьи, Дежё
Дежё Боканьи (венг. Bokányi Dezső; 11 февраля 1871, местечко Кёфараж, Австро-Венгрия — июнь 1943, Москва, СССР) — деятель венгерского рабочего и социалистического движения, журналист и переводчик. По профессии — наследственный каменотёс (его отец рано умер от силикоза).

## Биография
С 1886 года член профсоюза. В 1890 году вступил в Социал-демократическую партию Венгрии, членом правления которой был с 1894 до марта 1919 года, когда она слилась с коммунистами в Венгерскую социалистическую партию; присутствовал на съездах СДПВ, начиная со второго. С 1895 года редактор припартийной газеты «Непсава» («Népszava»). Колебался между радикальной риторикой В конце Первой мировой войны был членом рабочего совета Будапешта, от имени молодой венгерской республики участвовал в переговорах о перемирии с Антантой, сербами и румынами.
Во время Венгерской советской республики (ВСР) 1919 года — нарком по делам труда и командир 3-го корпуса венгерской Красной Армии. С этого же года считался членом Коммунистической партии. После падения ВСР был арестован и в декабре 1920 года приговорён к смертной казни. В 1922 году в порядке обмена политзаключёнными был освобождён из тюрьмы и передан Советскому Союзу. Там стал членом Исполкома МОПР, вёл передачу на радио, но пал жертвой сталинских репрессий. Арестован в 1938 году. Умер в заключении в 1943 году (по прежним сведениям — в 1940 году).
Перевёл на венгерский язык ряд работ теоретиков марксизма — Карла Маркса, Фридриха Энгельса, Августа Бебеля и Владимира Ленина.